# 明德南街街道
明德南街街道，是中华人民共和国河北省张家口桥西区下辖的一个乡镇级行政单位。

## 行政区划
明德南街街道下辖以下地区：
长青路社区、永丰街社区、明德南社区、白山南社区、白山北社区和元台子社区。